# Бригада связи (Сербия)
Бригада связи (серб. Бригада везе/Brigada veze) — основное подразделение сербской армии, отвечающее за передачу военных сообщений (сигналов) во все структуры ВС Сербии. Бригада находится под непосредственным командованием Генерального штаба ВС Сербии и дислоцируется в столице Сербии Белграде.
Бригада связи была образована 30 октября 2006 года во время армейской реформы на основе 389-й и 235-й бригад связи, дислоцировавшихся в Белграде. День бригады отмечается 20 сентября. В этот день в 1916 году Александр I Карагеоргиевич издал Положение о военном телеграфе в армии.
Основной задачей бригады является установление и поддержание стационарных систем связи на всей территории Сербии, а также обеспечение связи между Генеральным штабом армии и ее подразделениями. Также в задачи бригады входит подготовка личного состава.
В состав бригады входят:
- 1-й батальон связи
- 2-й батальон связи
- 3-й батальон связи
- 4-й батальон связи

## Награды
- Орден Заслуги в обороне и безопасности 3 степени (2016, Сербия)[2]
- Золотая медаль «За заслуги» (2015, Сербия)[2]